# Viacamp y Litera
Viacamp y Litera est une commune espagnole appartenant à la province de Huesca (Aragon, Espagne) dans la comarque de la Ribagorce.